# If—

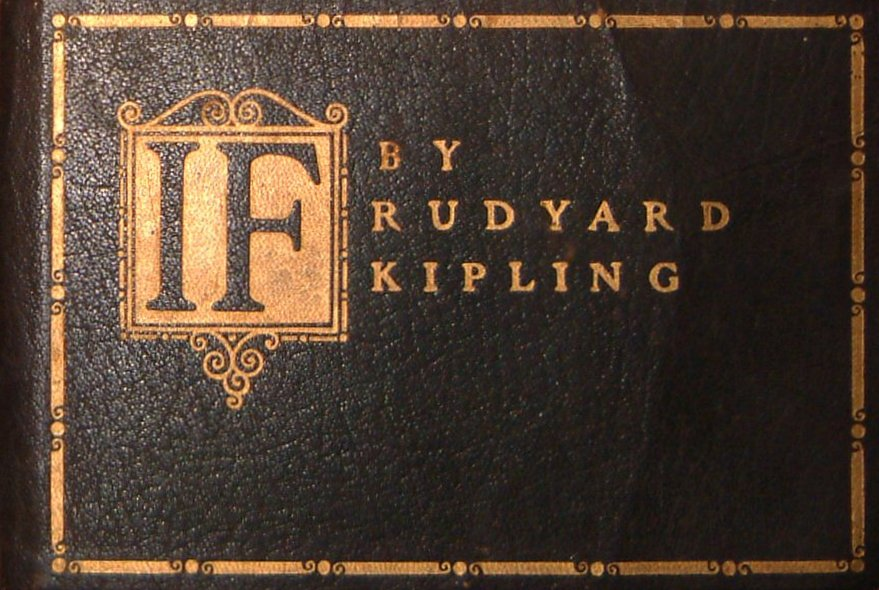
1910年紐約Doubleday Page & Company出版〈If〉一書的封面

《If—》是英國詩人約瑟夫·魯德亞德·吉卜林于1895年创作的一首短詩，是维多利亚时代斯多葛主义的典范。
《If—》曾被譯成27種語言作為學習的教材，許多人特別是青少年常以此勉勵自己，激發前進的動力。其中「如果你能坦然面对胜利和惨败，而把这两个骗子一视同仁」還被刻在溫布敦 (Wimbledon) 球場入口的牆上。